# موريو كيتا
موريو كيتا (باليابانية: 北杜夫)‏ (1 مايو 1927 في طوكيو - 24 أكتوبر 2011 في طوكيو (اليابان)) روائي، وكاتب سيناريو، وكاتب، وطبيب نفسي، وكاتب للأطفال من اليابان.

## الجوائز
- جائزة أكوتاغاوا[9]
- الجائزة الكبرى للأدب الياباني  [لغات أخرى]‏

## روابط خارجية
- موريو كيتا على موقع IMDb (الإنجليزية)
- موريو كيتا على موقع الموسوعة البريطانية (الإنجليزية)